# Detroit Symphony Orchestra

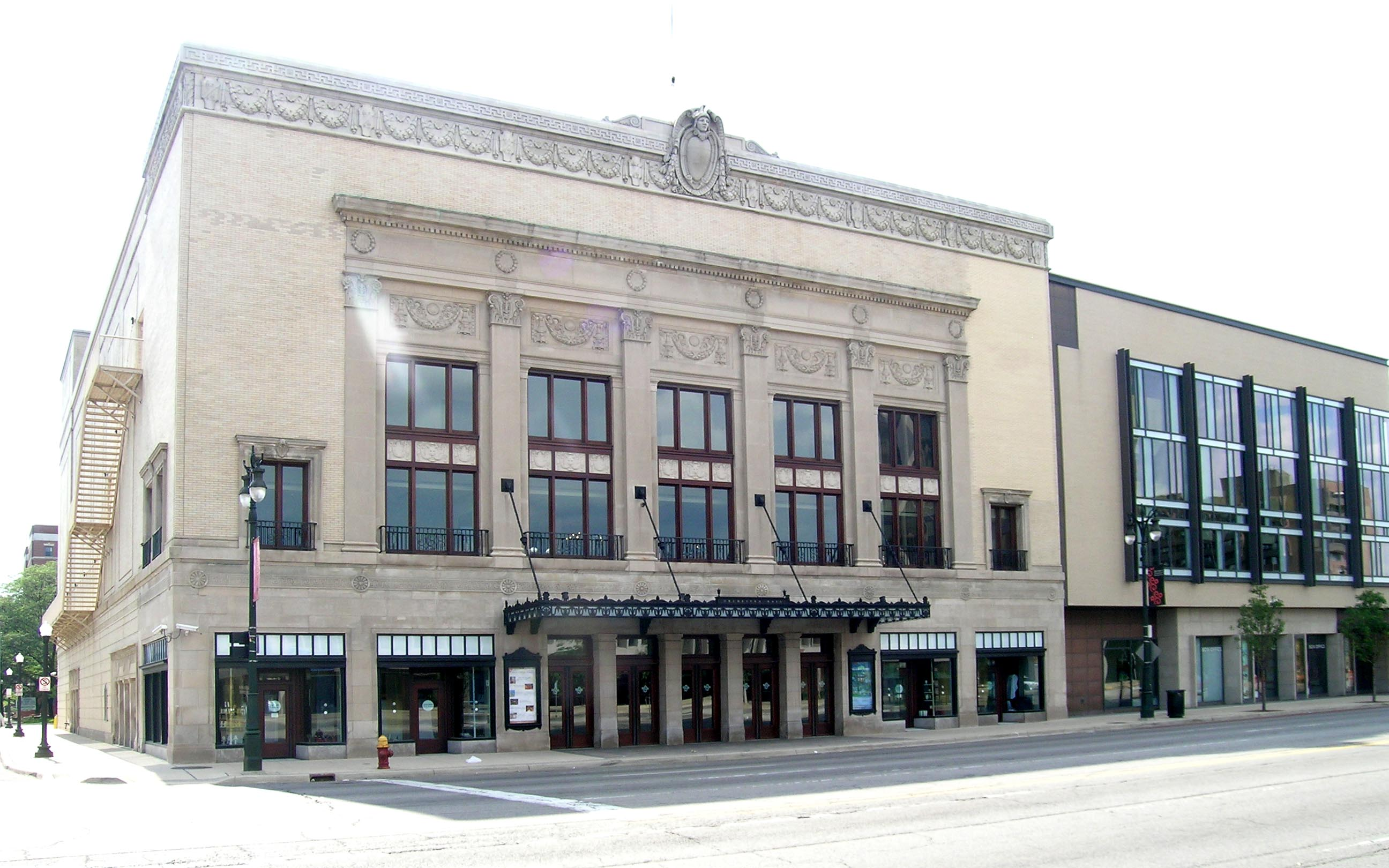
Konzertsaal am Max M. Fisher Music Center

Das Detroit Symphony Orchestra (DSO) ist ein Symphonieorchester mit Sitz in Detroit in Michigan in den USA. Sein Hauptauftrittsort ist die Orchestra Hall im Max M. Fisher Music Center im Detroiter Midtown-Neighborhood. Das DSO führt neben den normalen Konzertreihen auch kostenlose Konzerte für die Allgemeinheit durch. Zudem ist das DSO in Internet zu sehen und zu hören.

## Geschichte
Das DSO gab am Montag, den 19. Dezember 1887, um 20:00 Uhr im Detroit Opera House das erste Konzert seiner ersten Abo-Saison. Der Dirigent war Rudolph Speil. Es folgten ihm in den Folgejahren eine Vielzahl von Dirigenten nach, bis Hugo Kalsow ernannt wurde. Das Orchester stellte seine Tätigkeit im Jahre 1910 ein. Das Orchester nahm 1914 den Betrieb wieder auf, als zehn in Detroit gesellschaftlich engagierte Frauen jeweils 100 US-Dollar an die Organisation bezahlten und versprachen, 100 zusätzliche Abonnenten zu finden. Sie stellten bald einen Musikdirektor ein, Weston Gales, einen 27-jährigen Kirchenorganisten aus Boston, der am 26. Februar 1914 die erste Aufführung des wieder zusammengeführten Orchesters im alten Detroiter Opernhaus durchführte.
Die Berufung des russischen Pianisten Ossip Gabrilowitsch zum Musikdirektor 1918 brachte dem neuen Orchester ein höheres Ansehen. Er war ein Freund der Komponisten Gustav Mahler und Sergei Rachmaninow. Gabrilowitsch verlangte für sein Kommen, dass ein neues Auditorium gebaut wird. Die Orchestra Hall wurde 1919 für den neuen Musikdirektor in vier Monaten und 23 Tagen errichtet. Unter Gabrilowitsch wurde das Detroit Symphony Orchestra schnell zu einem der prominentesten Orchester des Landes und spielte mit den führenden Künstlern seiner Zeit. Im Jahr 1922 gab das Orchester die weltweit erste Radiosendung eines Symphonieorchesterkonzertes mit Gabrilowitsch als Dirigent und dem Gastkünstler Artur Schnabel am Klavier. Von 1934 bis 1942 trat das Orchester für Millionen von Konzertbesuchern im ganzen Land als offizielles Orchester der The Ford Sunday Evening Hour (später The Ford Symphony Hour), der landesweiten Radio-Show, auf.
Im Jahr 1939, drei Jahre nach Gabrilowitschs vorzeitigem Tod, zog das Orchester von der Orchestra Hall in den Masonic Temple. Dies wurde wegen der finanziellen Probleme im Zuge der Weltwirtschaftskrise notwendig. In den 1940er Jahren löste sich das Orchester zweimal auf und zog zu drei verschiedenen Spielorten um. 1946 zog das Orchester zum Wilson-Theater, das in Music Hall umbenannt wurde. Im Jahre 1956 zog das Orchester in das Ford Auditorium an die Uferpromenade des Detroit River um, wo es für die nächsten 33 Jahre verbleiben sollte. Das Orchester genoss erneut nationales Prestige unter dem Musikdirektor Paul Paray und gewann zahlreiche Auszeichnungen für seine 70 Aufnahmen unter dem Label Mercury Records. Auf Paray folgten die bekannten Musikdirektoren Sixten Ehrling, Aldo Ceccato, Antal Doráti und Günther Herbig.
In der Popmusik trugen die Mitglieder des Orchesters mit ihren Streicheraufnahmen bei Motown Records zu vielen klassischen Hits der 1960er Jahre bei. Dies geschah meistens unter der Leitung des bekannten Konzertmeisters Gordon Staples. Zwei Motown-Alben zeigten die Streicher mit dem Motown-Rhythmus der Funk Brothers. Das kombinierte Ensemble wurde als San Remo Golden Strings bekannt und konnte mit den zwei Hit-Singles „Hungry for Love“ (#3 Adult Contemporary) und „I’m Satisfied“ eine Platzierung in den Billboard Top 100 erreichen. 1966 wurden mit den Mitgliedern des Orchesters im Motown Studio auf dem West-Grand-Boulevard mit den Supremes die Vertonung des ABC-Fernsehdokumentarfilms „Anatomy of Pop: The Music Explosion“ aufgenommen. Das Lied, das sie spielten, ist der Hit „My World Is Empty Without You“ des Songwriter-Trios Holland–Dozier–Holland. Die San Remo Golden Strings brachten zwei Alben heraus, „Hungry for Love“ (1967) und „Swing“ (1968), die beide unter dem Gordy-Label (eine Tochtergesellschaft von Motown) veröffentlicht wurden.
Im Jahr 1970 gründete das DSO das Detroit Symphony Youth Orchestra als Nachwuchsensemble unter Paul Freeman.
1989 kehrte das Detroit Symphony Orchestra nach 20-jähriger Restaurierungszeit in die Orchestra Hall zurück. Weitere Renovierungen in der Halle wurden im Jahr 2003 abgeschlossen, inklusive einer 60-Millionen-Dollar-Ergänzung, einer Konzerthalle und einem Bildungsflügel, dem Max M. Fisher Music Center. Eine Highschool für bildende Künste, die Detroit School of Arts, wurde 2004 in den DSO-Campus aufgenommen.
Neeme Järvi wurde 1990 Musikdirektor und blieb dies bis 2005, die zweitlängste Amtszeit in der Geschichte des Orchesters. Järvi trägt jetzt den Titel emeritierter Musikdirektor. Nach dem Weggang von Järvi ernannte das DSO Peter Oundjian zum Hauptgastdirigenten und künstlerischen Berater für einen Zeitraum von 2006 bis 2008. Nach einer fünfjährigen Suche kündigte das DSO am 7. Oktober 2007 die Ernennung von Leonard Slatkin zum zwölften Musikdirektor ab 2008 an. Im Februar 2010 kündigte das Orchester die Verlängerung des Slatkin-Vertrages als DSO-Musikdirektor über die Saison 2012–2013 hinaus an. Slatkin nahm eine Gehaltskürzung in Kauf, um die finanziellen Schwierigkeiten des Orchesters zu entlasten. Nach einer weiteren Vertragsverlängerung im Dezember 2015 wirkte Slatkin noch bis Ende der Saison 2017–2018 als Musikdirektor, anschließend wurde er zum ersten Ehrendirigenten in der Geschichte des Orchesters ernannt.
Anne Parsons, eine Kunstverwalterin mit Verbindungen in die nationale Fördergemeinschaft, ist seit 2004 als Präsidentin der Geschäftsleitung des DSO tätig.

### Aufnahmen
Das Symphonieorchester hat viele Aufnahmen auf den Labels Victor, London, Decca, Mercury, RCA, Chandos und DSO produziert. Die DSO-Aufnahme von Igor Strawinskys Le Sacre du printemps war die erste CD, die den Grand-Prix-du-Disque-Award gewann. Das DSO ist zurzeit beim Naxos-Label unter Vertrag. Zu den jüngsten und kommenden Veröffentlichungen gehören Werke von Sergei Rachmaninow, Aaron Copland und John Williams. Anfang 2010 begannen George Blood Audio und Video aus Philadelphia damit, die Aufnahmen ab der Konzertsaison 1959–1960 auf digitale Medien zu überspielen.

### Musikerstreik 2010–2011 und dessen Nachwirkungen
Ein Arbeitsstreit veranlasste die DSO-Musiker am 4. Oktober 2010 zum Streik. Am 19. Februar 2011, nachdem die Musiker am 15. Februar 2011 ein letztes Angebot abgelehnt hatten, gab das DSO-Management bekannt, dass es den Rest der Konzertsaison 2010–2011 aussetzen würde. Nach einem sechsmonatigen Streik erzielten die Musiker und das Management am 3. April 2011 eine Einigung. Konzerte wurden am 9. April 2011 mit einem Wochenende der freien Konzerte wieder aufgenommen. DSO-Tickets für das erste Konzertwochenende kosteten 20 US-Dollar. Das DSO setzte ähnliche „patron-minded pricing“ (verminderte Preise für Stammkunden) für die Saison 2011–2012 für die meisten Sitzplätze für alle klassische Konzerte bei 15 US-Dollar oder 25 US-Dollar fest.
Ein Jahr nach dem Streik sprach ein Mitglied des Verhandlungsausschusses der Musiker, der Violinist Marian Tanau, mit dem Internationalen Komitee der Vierten Internationale über die neuen Bedingungen. Er bemerkte den Verlust von bedeutenden Mitgliedern des Orchesters und das Vorherrschen von Ersatzmusikern, was zu einem leichten Qualitätsverlust führte. Tanau behauptete, dass die Lohnkürzung um 30 % und der Verlust des Prestiges bedeuteten, dass das DSO nicht mehr zu den „Besten der Besten“ gehörte.
Seit das DSO im April 2011 auf die Bühne zurückkehrte, reorganisierte das Orchester seine Aktivitäten unter dem Dachbegriff „OneDSO“ neu, mit neuen Arbeiten in Bereichen wie gemeinschaftliches Engagement und digitale Zugänglichkeit. Die Neighborhood-Reihen zogen neue Abonnenten für das Orchester in die Veranstaltungsorte rund um die Metro-Detroit an und halfen, das Gesamtabonnementwachstum um fast 25 % von 2011 bis 2014 zu erhöhen. 2013 kehrte das DSO zum ersten Mal seit 17 Jahren in die Carnegie Hall zurück, um im Frühjahr für das Musikfestival zu spielen. Im Januar 2014 gab das DSO bekannt, dass, acht Monate vor Ablauf des alten Vertrags, sich der Vorstand, die Musiker und das Management auf einen neuen Dreijahresvertrag mit verbesserten Arbeitsbedingungen verständigt haben.
Am 10. April 2011 startete DSO Live von der Orchestra Hall die erste kostenlose Internetübertragung eines Orchesters. Während der Klassik-Wochenenden werden DSO-Konzerte live zu einem weltweiten Publikum gestreamt. Am 9. Oktober 2010 erweiterte das DSO das Angebot auf mobile Geräte mit der DSO-to-Go-App für iOS- und Android-Geräte. Live aus der Orchestra Hall sahen mehr als 550.000 Zuschauer in über 100 Ländern die Konzerte. Am 7. Oktober 2012 veranstaltete das DSO sein erstes Pop-Konzert „Cirque de la Symphonie“, das auch auf das Gebäude mittels einer „MaxCast“-Leinwand für die Allgemeinheit übertragen wurde.

### Neue Ära nach 2018
Nach Gastdirigaten im Juni 2018 und im Oktober 2019 wurde der Italiener Jader Bignamini im Januar 2020 zum Nachfolger Slatkins und somit zum neuen Musikdirektor des Orchesters ernannt. Gleichzeitig wurde bekannt, dass seine Amtszeit im September 2020 beginnen und sein Vertrag zunächst über sechs Jahre laufen soll.

## Musikdirektoren
- Weston Gales (1914–1917)
- Ossip Salomonowitsch Gabrilowitsch (1918–1936)
- Franco Ghione (1936–1940)
- Victor Kolar (1940–1942)
- Karl Krueger (1944–1949)
- Paul Paray (1951–1962)
- Sixten Ehrling (1963–1973)
- Aldo Ceccato (1973–1977)
- Antal Doráti (1977–1981)
- Günther Herbig (1984–1990)
- Neeme Järvi (1990–2005)
- Leonard Slatkin (2008–2018)
- Jader Bignamini (ab 2020)